# Orlando Maturana
Orlando Maturana (Barranquilla, 11 oktober 1975) is een voormalig profvoetballer uit Colombia. Hij speelde als aanvaller gedurende zijn carrière.

## Clubcarrière
Maturana begon zijn profcarrière in 1985 bij Atlético Bucaramanga, waarna hij in 1986 overstapte naar América de Cali, waar hij acht seizoenen speelde.

## Interlandcarrière
Maturana speelde 'slechts' twee officiële interlands voor Colombia in de periode 1993-2000, en scoorde één keer voor de nationale ploeg tijdens de Copa América 1993 (tegen Bolivia). Hij ondervond concurrentie van spitsen als Iván Valenciano, Antony de Ávila, John Jairo Tréllez, Víctor Aristizábal, Faustino Asprilla en Adolfo Valencia.

## Erelijst
América de Cali
- Copa Mustang

1986, 1990, 1992, 2000